# Giuseppe Garampi
Giuseppe Garampi (Rimini, 29 de outubro de 1725 - Roma, 4 de maio de 1792) foi um cardeal do século XVIII e XIX

## Nascimento
Nasceu em Rimini em 29 de outubro de 1725. Segundo filho do Conde Lorenzo Garampi e da Marquesa Diamante Belmonti.

## Educação
Ele recebeu uma educação completa e entre seus primeiros professores estava um conterrâneo, Giovanni Bianchi (Janus Plancus), que era médico e cientista e versado em antiquários; sob sua orientação, Giuseppe iniciou-se no estudo das ciências naturais, mas suas preferências foram para o estudo de direito, história e antiguidade. Desde cedo teve contacto com vários estudiosos, como Paolo Maria Paciaudi, Giovanni Lami, Raimondo Adami e, sobretudo, com Annibale degli Abbati Olivieri-Giordani, que lhe forneceu livros e com quem se correspondeu durante 45 anos. Em Modena conheceu Ludovico A. Muratori e foi nomeado vice-curador da Biblioteca Gambalunghiana; ali começou a estudar códices antigos; retornou a Rimini em 1745.

## Juventude
Em 1745, tornou-se o membro mais jovem da recém-criada Accademia dei Lincei , refundada naquele ano em Rimini por Bianchi. No final de 1746 escolheu a carreira eclesiástica e recebeu as ordens menores em Rimini, partindo logo depois para Roma. Em setembro de 1747 recebeu o subdiaconado e o diaconado. Em Roma, estudou jurisprudência, como requisito para ser um bom antiquário; e também estudou história eclesiástica na Academia Eclesiástica Dominicana, sob a orientação do Padre Tommaso Maria Mamachi, OP. Estabeleceu relações com um grupo de eruditos que trabalhavam pela reforma da Igreja em linhas mais rigorosas e antijesuíticas, e que eram membros do Circolo dell'Archetto di palazzo Corsini. Em 1748, tornou-se membro da Accademia di storia ecclesiastica , fundada por Bento XIV. Dedicou seu primeiro livro, De nummo argenteo Benedicti III pont. máx. Dissertatio in qua plura ad pontificiam historiam illustrandam, et Johannae papissae fabulam refellendam proferuntur (Roma, 1749), àquele papa (1) . Ainda antes da sua primeira nomeação como arquivista, já tinha visitado vários arquivos locais para recolher informações e documentos relativos às possessões feudais da Santa Sé.

## Sacerdócio
Ordenado em 31 de maio de 1749. Nomeado coadjutor com direito de sucessão do prefeito dos Arquivos do Vaticano, Padre Filippo Antonio Ronconi, em 1749; sucedeu como prefeito em 19 de julho de 1751. Cônego do capítulo da basílica patriarcal do Vaticano em novembro de 1751. Nomeado prefeito dos arquivos da basílica patriarcal do Vaticano em março de 1752. Nomeado prefeito dos arquivos do Castel Sant'Angelo, Roma , em Setembro de 1759. Prelado doméstico de Sua Santidade. Camareiro privado de Sua Santidade. Estudioso reconhecido, ele empreendeu a listagem sistemática do extenso acervo de ambos os arquivos e produziu um índice de 124 volumes que ainda é fundamental para a pesquisa arquivística. Com notáveis estudiosos europeus trabalhou no Orbis christianus de 22 volumes, uma história de todas as dioceses da Igreja Católica que infelizmente permaneceu inacabada e inédita. Em junho de 1761, foi nomeado visitante apostólico do mosteiro cisterciense de Salém, diocese de Constança, com a incumbência secreta de zelar pelos interesses da Santa Sé na conferência de paz de Augsburgo, que tentava pôr fim aos Sete Anos. ' Guerra. Partiu em agosto, acompanhado da secretária Callisto Marini; de Salem, realizou inúmeras viagens para visitar arquivos e bibliotecas dos mosteiros alemães e suíços e para estabelecer relações e contactos com estudiosos locais. Ao mesmo tempo, as viagens proporcionaram uma excelente cobertura de erudição e contactos diplomáticos para recolher informações úteis à Santa Sé. Em julho de 1762 empreendeu uma longa viagem pelo eleitorado alemão cujos palcos foram Rastatt Baden-Baden Karlsruhe - onde admirou a coexistência pacífica e tolerante de luteranos, calvinistas, católicos e judeus - Mannheim, onde estabeleceu amizade com o eleitor palatino Karl Theodor - Mainz, Frankfurt, Koblenz, Bonn e Colônia. Assim, em setembro de 1762, foi para a Holanda, onde visitou as grandes cidades, as principais bibliotecas e os estudiosos, não sem levar informações sobre a situação dos católicos e, em particular, a presença dos jansenistas. Das Províncias Unidas foi para a Holanda austríaca: Antuérpia, onde conheceu os Bollandistas, e depois visitou Malines, Bruxelas e a Universidade de Leuven. Finalmente, foi para o Príncipe-Bispado de Liège; e depois para França, chegando a Paris em dezembro daquele ano. Na capital francesa, onde permaneceu durante um mês, Monsenhor Garampi realizou pesquisas em inúmeras bibliotecas e iniciou contatos com muitos estudiosos. Retornou à Alemanha para decidir a questão ocorrida entre Roma e o bispo de Augsburgo; em março de 1763 iniciou a viagem de regresso à Itália, com paragens em Salzburgo e Viena, onde permaneceu um mês visitando a Universidade, a Biblioteca Imperial e os Arquivos; no dia 3 de abril foi apresentado à Imperatriz Maria Teresa pelo núncio papal Vitaliano Borromeo. No final de maio, regressou a Roma após uma ausência de vinte e dois meses. Quase seis meses após o seu regresso, Monsenhor Garampi partiu novamente em nova missão no norte da Europa para acompanhar o núncio em Lucerna, Niccolò Oddi, a Frankfurt para a coroação de José II como rei dos romanos. Durante outra viagem iniciada em janeiro de 1764 foi-lhe confiada a delicada missão de resolver o conflito que surgiu entre o capítulo da catedral de Speyer e o seu reitor, o conde August von Limburg-Stirum, que ameaçava afetar as relações entre Roma e o eleitorado alemão e que ele resolveu com habilidade . Também desta vez aproveitou a sua estadia na Alemanha para os contactos com os estudiosos e sobretudo para empreender uma nova série de viagens que o levaram até às Províncias Unidas, aos Países Baixos Austríacos e ao Principado de Liège. Na Alemanha ele leu o livro Também desta vez aproveitou a sua estadia na Alemanha para os contactos com os estudiosos e sobretudo para empreender uma nova série de viagens que o levaram até às Províncias Unidas, aos Países Baixos Austríacos e ao Principado de Liège. Na Alemanha ele leu o livro Também desta vez aproveitou a sua estadia na Alemanha para os contactos com os estudiosos e sobretudo para empreender uma nova série de viagens que o levaram até às Províncias Unidas, aos Países Baixos Austríacos e ao Principado de Liège. Na Alemanha ele leu o livroDe statu Ecclesiae et legitima potestate pontificis Romans , publicado em Frankfurt em 1763 sob o nome de Justin Febronio, mas na verdade da pena de um bispo sufragâneo de Trier, Nikolaus von Hontheim, cujas teorias episcopais ele desaprovava. Retornou a Roma em dezembro de 1764. Nomeado secretário da Cifra Secreta, em setembro de 1766. Em março de 1769, durante a visita a Roma do Imperador José II e de seu irmão, o Grão-Duque Pedro Leopoldo da Toscana, Monsenhor Garampi teve novamente a oportunidade de se encontrar com o imperador e discutir longamente as questões políticas mais urgentes, causando uma excelente impressão no monarca. O novo Papa Clemente XIV confirmou-o no cargo e, em 16 de janeiro de 1772, concedeu-lhe, com um rescrito papal, o doutorado in utroque iure, tanto de direito canônico quanto de direito civil, pela Universidade La Sapienza de Roma.

## Episcopado
Eleito arcebispo titular de Berito em 27 de janeiro de 1772. Consagrado em 9 de fevereiro de 1772, em Roma, pelo cardeal Lazzaro Opizio Pallavicino. Núncio na Polônia, 20 de março de 1772. Assistente no Trono Pontifício, 19 de abril de 1772. O Núncio Garampi chegou a Varsóvia, depois de uma longa estadia em Viena, no final do verão. Teve a primeira audiência com o rei da Polónia, Stanislaus Augustus Poniatowski, em 6 de setembro de 1772, encontrando-se numa situação difícil porque em agosto tinha ocorrido a primeira divisão da Polónia entre a Prússia, a Áustria e a Rússia, que havia sido estabelecida pelo Tratado de São Petersburgo, de 17 de fevereiro de 1772. No ano seguinte, 1773, a supressão da Companhia de Jesus, que ameaçava perturbar todo o sistema polaco de ensino, acarretou sérios riscos em questões religiosas. As habilidades que o núncio demonstrou durante esses anos, conseguindo manter o controle sobre as escolas por antigos colégios jesuítas como padres seculares, conquistou-lhe a nomeação pelo novo papa, Pio VI, para o posto de maior prestígio de núncio na Áustria e na Hungria e Boêmia em 16 de março de 1776; e, pouco depois, como bispo de Montefiascone e Corneto, com título pessoal de arcebispo, em 20 de maio de 1776. Chegou a Viena em junho de 1776, após uma longa viagem, repleta de contatos e informações, pela Polônia, Silésia, Prússia, Saxônia e Boêmia. Em Viena, o núncio trabalhou contra as políticas eclesiásticas do Josefinismo com a ajuda de personagens leais a Roma e ao papado, entre eles o arcebispo de Viena, o cardeal Christoph Anton von Migazzi. As relações do núncio com o governo austríaco tornaram-se cada vez mais tensas e à medida que ele iniciava uma abordagem mais radical ganhou fama como fanático intransigente e zeloso, piorando as relações entre Viena e Roma. Durante a viagem do Papa Pio VI a Viena, o núncio esteve constantemente ao lado do pontífice e foi conselheiro nas negociações com o imperador José II.

## Cardinalato
Criado cardeal sacerdote no consistório de 14 de fevereiro de 1785; o papa enviou-lhe o barrete vermelho com um breve apostólico datado de 25 de fevereiro de 1785; recebeu o chapéu vermelho em 22 de dezembro de 1785; e o título de Ss. Giovanni e Paolo em 3 de abril de 1786. Atribuído à SS. CC. da Propaganda Fide, Bispos e Regulares, Imunidades Eclesiásticas e Indulgências e Relíquias Sagradas. Nomeado protetor do Collegio Germano-Ungaricoem 1790. Acometido de reumatismo e hidropisia, passou os últimos anos de sua vida viajando entre Roma e Montefiascone e tentando se recuperar em locais saudáveis. Dotou o seminário da sua diocese de Montefiascone e Corneto com uma rica biblioteca de 30.000 volumes; cuidou também da formação do clero nos seminários diocesanos; e também fomentou a melhoria da agricultura, protegendo a Società geórgicade Corneto; e apoiar o trabalho de fiação e fundação de instituições de caridade locais; ele também retomou suas atividades acadêmicas com a descoberta em Corneto (atual Tarquinia) de uma tumba etrusca com afrescos, chamada "Tomba del Cardinale", cuja descrição detalhada e interpretação ele redigiu. Apesar da sua permanência na sua diocese e das suas doenças, o Cardeal Garampi desempenhou um papel importante aconselhando em questões políticas delicadas e mediando entre a Santa Sé e outros países; participou da redação da refutação oficial, publicada em Roma em 1789, com a colaboração do ex-jesuíta Francesco Antonio Zaccaria, da Puntuazioni Ems, um documento episcopal febroniano elaborado em 1786 pelos bispos reformadores austríacos; nas disputas relativas à recém-criada nunciatura de Munique; na condenação da Constituição Civil do Clero (1791); e na reação romana à Revolução Francesa.

## Morte
Morreu em Roma em 4 de maio de 1792, no Collegio Germano-Ungarico , Roma. Exposto e sepultado na igreja de S. Apolinário, em Roma, onde também ocorreu o funeral (2) . Transferido e enterrado definitivamente em seu título, Ss. Giovanni e Paolo, 16 de novembro de 1792. Deixou o núcleo de seu acervo pessoal, 86 códices e 27 incunábulos, à Biblioteca Gambalunghiana. Após a sua morte, cerca de metade da biblioteca pessoal - 30.000 a 40.000 volumes - foi colocada à venda e o catálogo publicado em cinco volumes pelo livreiro M. De Romans foi dividido em várias áreas (teologia, direito, filosofia, literatura e história) e incluída nas obras de escritores católicos e protestantes, bem como nas do publicitário do Iluminismo, a Enciclopédiae as obras de Jean Jacques Rousseau, François-Marie Arouet de Voltaire, Charles-Louis de Secondat, barão de Montesquieu e Guillaume Thomas François Raynal.